# 2am
2am is een nummer van de Britse indierockband Foals uit 2022. Het is de tweede single van hun zevende studioalbum Life Is Yours.
"2am" is één van de meest tegen de pop aanliggende nummers die Foals gemaakt heeft, en kent een vrij zomers geluid. De tekst gaat over zelfdestructief gedrag, waar zanger Yannis Philippakis zichzelf in herkent en waarvan hij hoopt dat luisteraars zich hier ook in herkennen. Het nummer bereikte de 97e positie in de Britse singleverkooplijst, maar bereikte de hoofdlijst in het Verenigd Koninkrijk niet. In het Nederlandse taalgebied deed de plaat echter helemaal niets in de hitlijsten, wel kreeg het er enkele airplay op voornamelijk radiostations gespecialiseerd in alternatieve muziek.